# Mordellistena balearica
Mordellistena balearica es una especie de coleóptero de la familia Mordellidae.

## Distribución geográfica
Habita en Mallorca (España).